# Michael Uhrmann
Michael Uhrmann (* 16. September 1978 in Wegscheid) ist ein ehemaliger deutscher Skispringer und heutiger Skisprungtrainer.

## Werdegang
Uhrmann ist Polizeioberkommissar bei der Bundespolizei. Bereits als Jugendlicher konnte er sich in den Jahren 1995 und 1996 zwei Mal den Titel als Junioren-Weltmeister im Team sichern und wurde zudem im Jahr 1996 auch Junioren-Weltmeister im Einzelspringen. 1996 stellte er mit 86 m den noch heute gültigen Schanzenrekord auf der Erzgebirgsschanze in Johanngeorgenstadt auf. Er gewann zwei Weltcupspringen im Einzel, in Zakopane in der Saison 2003/04 und in Oberstdorf in der Saison 2006/07, sowie die olympische Goldmedaille mit der Mannschaft in Salt Lake City 2002, den Weltmeistertitel mit der Mannschaft auf der Großschanze.
Dafür erhielt er am 6. Mai 2002 das Silberne Lorbeerblatt.
Eine Bronzemedaille mit der Mannschaft hatte er bereits auf der Normalschanze bei den Nordischen Skiweltmeisterschaften 2001 gewonnen. Außerdem erlangte er die Silbermedaille mit der Mannschaft von der Normalschanze bei den Nordischen Skiweltmeisterschaften 2005 in Oberstdorf. 2006 gewann er mit der deutschen Mannschaft überraschend die Bronzemedaille bei der Skiflug-WM in Tauplitz (Kulm). Im Training zu den Weltmeisterschaften 2007 in Sapporo stürzte Michael Uhrmann schwer. Dabei zog er sich einen Mittelfußbruch zu und konnte somit nicht an den Wettbewerben teilnehmen.
Bei den Olympischen Winterspielen 2010 in Vancouver erreichte er im Springen von der Normalschanze den 5. und von der Großschanze den 25. Platz. Im Olympischen Teamspringen gewann Uhrmann zusammen mit Michael Neumayer, Andreas Wank und Martin Schmitt Silber. Am 2. Februar 2011 sprang er in der Vogtland Arena in Klingenthal einen neuen Schanzenrekord von 146,5 Metern.
Am 3. März 2011 kündigte Uhrmann an, sich nach dem abschließenden Mannschaftsspringen der Weltcupsaison aus dem aktiven Wettkampfsport zurückzuziehen. Nach dem Teamspringen bei den Weltmeisterschaften, bei dem er mit der Mannschaft noch einmal den vierten Platz erreichte, beendete Uhrmann seine aktive Laufbahn.
Nach Beendigung seiner aktiven Karriere war Michael Uhrmann als Assistenztrainer für den C-Kader beim Deutschen Skiverband tätig. Zudem war er Kolumnist bei der Internetseite skispringen.com.

## Erfolge

### Weltcupsiege im Einzel
| Nr. | Datum           | Ort        | Typ         |
| --- | --------------- | ---------- | ----------- |
| 1.  | 17. Januar 2004 | Zakopane   | Großschanze |
| 2.  | 28. Januar 2007 | Oberstdorf | Großschanze |

### Weltcupsiege im Team
| Nr. | Datum           | Ort       | Typ         |
| --- | --------------- | --------- | ----------- |
| 1.  | 18. März 2000   | Planica   | Flugschanze |
| 2.  | 8. Januar 2005  | Willingen | Großschanze |
| 3.  | 7. Februar 2010 | Willingen | Großschanze |

### Grand-Prix-Siege im Team
| Nr. | Datum          | Ort          | Typ           |
| --- | -------------- | ------------ | ------------- |
| 1.  | 6. August 2005 | Hinterzarten | Normalschanze |

### Continental-Cup-Siege im Einzel
| Nr. | Datum           | Ort        | Typ           |
| --- | --------------- | ---------- | ------------- |
| 1.  | 9. Februar 1997 | Ruhpolding | Normalschanze |
| 2.  | 14. März 1998   | Courchevel | Normalschanze |

### Schanzenrekorde
| Ort         | Land        | Weite               | aufgestellt am  | Rekord bis |
| ----------- | ----------- | ------------------- | --------------- | ---------- |
| Klingenthal | Deutschland | 146,5 m (HS: 140 m) | 2. Februar 2011 | aktuell    |

## Statistik

### Weltcup-Platzierungen
| Saison  | Platz | Punkte |
| ------- | ----- | ------ |
| 1995/96 | 50.   | 073    |
| 1999/00 | 18.   | 283    |
| 2000/01 | 22.   | 184    |
| 2001/02 | 28.   | 152    |
| 2002/03 | 15.   | 516    |
| 2003/04 | 14.   | 501    |
| 2004/05 | 09.   | 804    |
| 2005/06 | 08.   | 681    |
| 2006/07 | 10.   | 524    |
| 2007/08 | 27.   | 185    |
| 2008/09 | 18.   | 354    |
| 2009/10 | 12.   | 424    |
| 2010/11 | 21.   | 314    |

### Grand-Prix-Platzierungen
| Saison | Platz | Punkte |
| ------ | ----- | ------ |
| 2001   | 19.   | 085    |
| 2002   | 38.   | 023    |
| 2003   | 30.   | 023    |
| 2004   | 28.   | 049    |
| 2006   | 17.   | 118    |
| 2008   | 03.   | 346    |
| 2009   | 30.   | 059    |
| 2010   | 25.   | 083    |

## Privat & Politik
Uhrmann ist verheiratet und seit dem 4. April 2006 Vater einer Tochter. Im Oktober 2009 wurde seine zweite Tochter geboren. Im November 2011 folgte die Geburt seiner dritten Tochter. Er war Vertreter der CSU bei der 12. Bundesversammlung im Jahr 2004.